# کرویتسورتایم
کرویتسورتایم (به آلمانی: Kreuzwertheim) یک منطقهٔ مسکونی در آلمان است که در ماین-اشپسارت واقع شده‌است.